# قصر المذهن
قصر إثره النبطي أو القصر النبطي أو قصر المذهن والمذهن هي العائلة التي تملكه. يقع القصر في القريات شمال المملكة العربية السعودية.

## الوصف
يقع القصر في قرية أثره وهو عبارة عن مبنى أثري تم بناؤه من الحجارة البازلتية السوداء ويعتقد بأنه يعود لحضارة الأنباط خاصة أن المنطقة عموماً عاش بها الأنباط فترة طويلة. القصر مكون من طابقين ويحيط به فناء وله بوابة رئيسة من الجهة الشرقية يعلوها نقش عبارة: «بسم الله الرحمن الرحيم لا إله إلا الله وحده لا شريك له محمد رسول الله أرسله بالهدى ودين الحق ليظهره على الدين كله ولو كره المشركون»، كما يوجد على عتبة الباب وضمن حجر البناء نقش على شكل قوس متجه رأسه إلى أسفل يشبه الهلال. من المؤكد أن القصر أعيد ترميمه في بداية الفتوحات الإسلامية ثم أعيد ترميمه في فترة أخرى لاحقة كما هو واضح من خلال وضع بعض الحجارة في غير مكانها الصحيح وتبعثر النقوش في جميع أجزاء البناء مما يدل على انهياره وإعادة ترميمه.

## البناء
ويفض مدخل القصر المحاط بحجرتين تؤدي كل منهما إلى حجرة أكبر منها حجما، إلى فناء تتوزع حولة حجرات من جميع اتجاهاته، وتتكون وحداته المعمارية من دورين في جهاته الشرقية والجنوبية والشمالية، أما جهته الغربية فمتهدمة، وربما تكون أيضا مكونة من دورين، ومن الملاحظ في عملية تسقيف غرف هذه الوحدات وجود الطنف الحجرية وهي أحجار بارزة عن مستوى الجدار الداخل تحمل ألواحاً حجرية طويلة يفصل بين الوحدات المعمارية الواقعة في الجهة الجنوبية وبين جدران السور الجنوبي ممر عرضه متران، كما يوجد درج يؤدي إلى الوحدات الواقعة من الجهة الشرقية ويقع في الطرف الجنوبي منها، ويظهر على واجهة الجدار الخارجي للوحدات الشرقية نحت لوحة لوجه إنسان ذي شارب نفذ بطريقة النحت البارز، ويظهر على جدار السور فتحات استخدمت للرماية في جورية السفلي والعلوي بعضها مستطيل وبعضها الآخر ذو شكل معين، كما توجد في ضلعه الشرفي فتحات كبيرة ربما تكون بقايا سقطات استخدمت عناصر دفاعية.

## نزع الملكية
قامت الهيئة العامة للسياحة والتراث الوطني في السعودية بصرف مبلغ قدره ثلاثة ملايين وسبعة وثمانين ألفًا وأربعمائة وتسعة عشر ريالًا لمالك قصر آثره بمحافظة القريات بعد أن تم نزع ملكيته للهيئة.